# Comté de Laprairie
Pour les articles homonymes, voir Laprairie (homonymie).
Le comté de Laprairie était un comté municipal du Québec ayant existé entre 1855 et le début des années 1980. Le territoire qu'il couvrait fait aujourd'hui partie de la région de la Montérégie et est compris dans les MRC de Roussillon et des Jardins-de-Napierville ainsi que dans l'agglomération de Longueuil. Son chef-lieu était la ville de La Prairie.

## Municipalités situées dans le comté
- Brossard
- Candiac
- Delson
- Kahnawake
- La Prairie
- Saint-Constant
- Sainte-Catherine
- Saint-Isidore
- Saint-Jacques-le-Mineur
- Saint-Philippe